# Duthiea
Duthiea là một chi thực vật có hoa trong họ Hòa thảo (Poaceae).

## Loài
Chi Duthiea gồm các loài: